# Horn (bremisches Adelsgeschlecht)

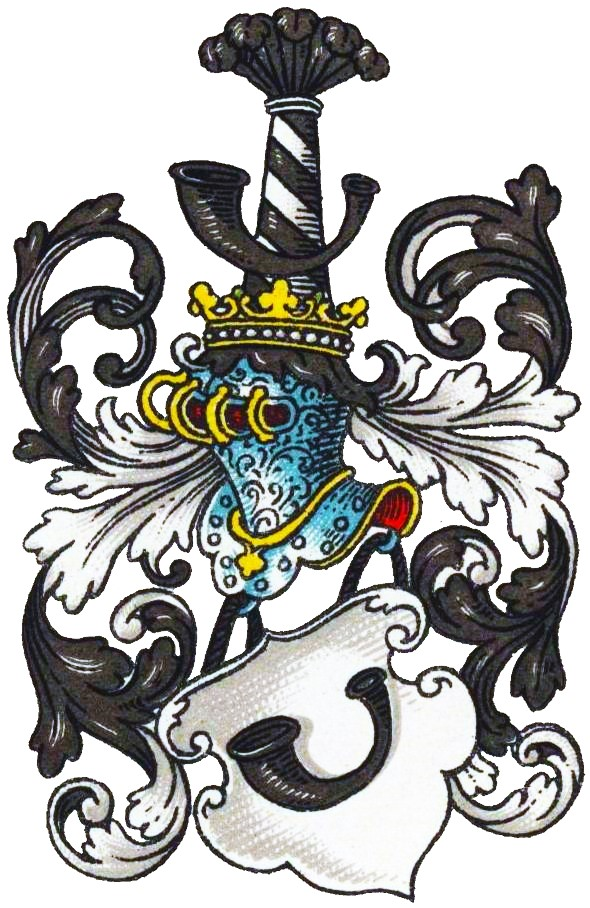
Wappen derer von Horn im Wappenbuch des Westfälischen Adels

Horn ist der Name eines bremischen Adelsgeschlechts.
Die Familie ist zu unterscheiden von einer Vielzahl anderer Geschlechter namens Horn (siehe Liste der Adelsgeschlechter namens Horn).

## Geschichte
Das Geschlecht gehörte zum Uradel des Herzogtums Bremen und war auch in der Grafschaft Hoya und im Hochstift Minden begütert. Es erscheint urkundlich schon 1225 (Gerharden, Dietrichen und Heinrichen von Horn), 1273 und 1281. Der namensgebende Stammsitz Horn im Bremischen wird bereits 1203 erwähnt. Die Familie war 1342 in Gehren und Vahr im Bremischen und in der zweiten Hälfte des 16. Jahrhunderts in Weyhe und Stolzenau in der Grafschaft Hoya ansässig. Um 1700 saß die Familie auch zu Lahburg und Wulmstorf im Bremischen, 1774 zu Lessel und Mandelsborstel, 1777 zu Bischofshof und Wiegersen sowie noch 1791 zu Lessel und Stemmermühlen.

## Wappen
Blasonierung: In Silber ein schwarzes liegendes Jagdhorn. Auf dem gekrönten Helm mit schwarz-silbernen Helmdecken ein schwarzes Horn vor einer schrägrechts schwarz-silbern gestreiften Säule, an der Spitze mit fünf schwarzen Straußenfedern besteckt.